# 니시코시촌
니시코시촌(西越村)은 니가타현 산토군에 있던 촌이다.

## 역사
- 1889년 4월 1일 - 정촌제 시행에 수반해 산토군 니시코시촌이 성립하였다.
- 1957년 6월 20일 - 구 촌역이 다카하타가 이즈모자키정에서 분립해 와시마촌에 편입되었다.

## 참고문헌
- 『市町村名変遷辞典』東京堂出版、1990年。